# Herbert Elger
Herbert Elger fue un deportista alemán que compitió en luge. Ganó una medalla de oro en el Campeonato Europeo de Luge de 1928, en la prueba doble.

## Palmarés internacional
| Campeonato Europeo | Campeonato Europeo      | Campeonato Europeo | Campeonato Europeo |
| Año                | Lugar                   | Medalla            | Prueba             |
| ------------------ | ----------------------- | ------------------ | ------------------ |
| 1928               | Schreiberhau (Alemania) | Medalla de oro     | Doble              |